# Mật-lặc Nhật-ba
Mật-lặc Nhật-ba (zh. 蜜勒日波, bo. milarepa མི་ལ་རས་པ་), 1052-1135, có nghĩa là "Mật-lặc, người mặc áo vải khổ hạnh", là một trong những thánh nhân nổi tiếng nhất của Tây Tạng. Ông là đệ tử của Mã-nhĩ-ba (bo. mar pa མར་པ་) và bị thầy thử thách khắc nghiệt. Cuối cùng ông được truyền giáo pháp Đại thủ ấn và Na-lạc lục pháp (bo. nāro chodrug ནཱ་རོ་ཆོས་དྲུག་), sáng lập tông phái Ca-nhĩ-cư (bo. kagyupa བཀའ་བརྒྱུད་པ་). Ngày nay, Phật giáo Tây Tạng vẫn còn nhắc nhở lại cuộc đời phiêu bồng và những bài ca của ông.
Mật-lặc Nhật-ba sinh tại Tây Tạng, gần biên giới Nepal. Lúc lên bảy, cha mất, gia sản bị chiếm đoạt, gia đình ông bị đối xử tàn tệ. Nhằm trả thù nhà, Mật-lặc Nhật-ba đi học huyền thuật, dùng phép hô phong hoán vũ giết hại nhiều người. Ăn năn về hành động đó, ông tìm gặp một vị Đạo sư của tông Ninh-mã (zh. 寧瑪派, bo. nyingmapa རྙིང་མ་བ་) là Rong-ton xin học nhưng vị này khuyên nên gặp Mã-nhĩ-ba. Ông trở thành môn đệ của Mã-nhĩ-ba lúc 38 tuổi, nhưng suốt sáu năm chỉ được xem là kẻ hầu, và Mã-nhĩ-ba thử thách khắc nghiệt làm ông hầu như kiệt sức và gần muốn tự vận.
Với thời gian đó, ác nghiệp của ông đã được tiêu vong, Mã-nhĩ-ba bắt đầu dạy pháp cho ông bằng cách sống viễn li cô tịch, truyền cho giáo pháp của Na-lạc-ba (zh. 那洛巴, bo. nāropa) và đặc biệt chú trọng phép phát triển Nội nhiệt (Na-lạc lục pháp). Chỉ với một chiếc áo vải mỏng manh, ông sống năm này qua năm khác trong cái lạnh của Hi-mã-lạp sơn, chỉ chuyên tâm thiền định trong các hang động. Sau chín năm độc ẩn, ông bắt đầu thu nhận môn đệ, trong đó có vị y sĩ Đạt-bảo Cáp-giải (bo. dvags-po lha rje དྭགས་པོ་ལྷ་རྗེ་) là người quan trọng nhất. Mật-lặc Nhật-ba để lại nhiều bài ca bất hủ cho đời sau và những bài ca này được ghi lại trong một tập dưới tên Mật-lặc Nhật-ba thập vạn ca (100.000 bài hát của Mật-lặc Nhật-ba).